# Armia (zespół muzyczny)
Armia – polski zespół wykonujący szeroko pojętą muzykę punkrockową założony w 1984 roku przez Roberta Brylewskiego, Sławomira Gołaszewskiego i Tomasza Budzyńskiego, późniejszego lidera i jedynego stałego członka. Uznawana za jedną z czołowych grup polskiej sceny niezależnej lat osiemdziesiątych XX wieku, we wczesnych latach dziewięćdziesiątych odniosła znaczny sukces za sprawą albumu Legenda.
Przez skład przewineli się muzycy takich formacji, jak Tilt, Dezerter, Moskwa, Kult, Acid Drinkers, Izrael, Voo Voo, Lombard, Wolf Spider, Kultura, Houk, Turbo, czy Brygada Kryzys. Część członków Armii utworzyła zespół Budzy i Trupia Czaszka, supergrupę 2Tm2,3, a jej sekcja rytmiczna dała początek Luxtorpedzie.

## Nazwa

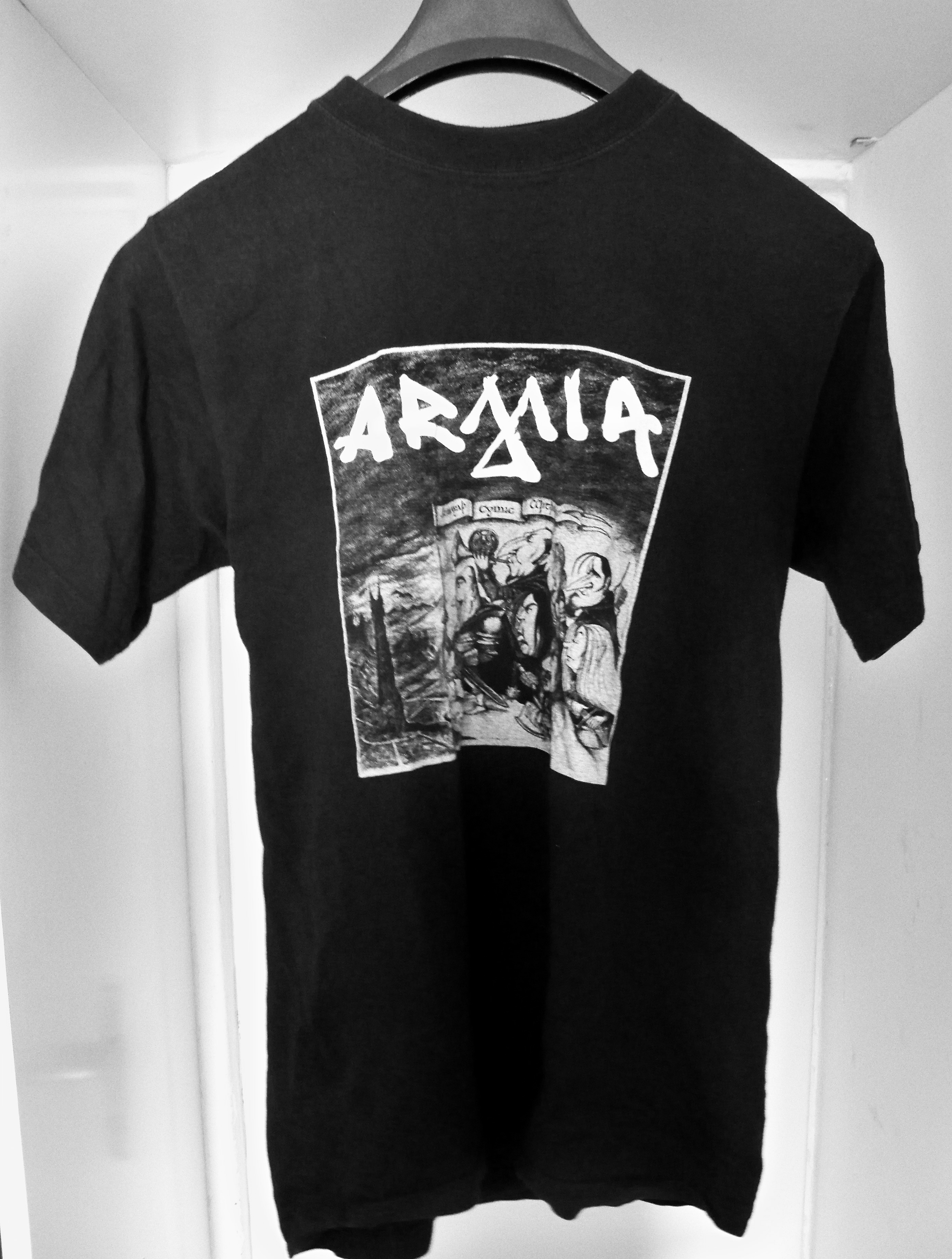
Logo Armii na koszulce wykonanej według projektu Wujaszka, użytkownika forum internetowego zespołu

Nazwa Armia wpisuje się w stylistykę polskiego punka, gdzie częste są nazwy zawierające jedno dość krótkie dwu- lub trzysylabowe słowo i częste jest wykorzystanie głoski [r]. Można ją zaliczyć do mocno wykorzystywanej w punkowym nazewnictwie kategorii nazw związanych z agresją, wojskowością i wojną, które przewrotnie łączy się z antymilitarystycznym przekazem (podobnie jak np. Dezerter czy Fort BS). Początkowo Budzyński rozważał dłuższą nazwę Armia Zbawienia, jednak stanęło na krótszej formie preferowanej przez Brylewskiego, za to dodano człon Anti- odwracający wydźwięk. Nazwa z członem negującym była z traktowana jako nazwa dla wtajemniczonych – dla przyjaciół lub dla zmniejszenia kłopotów z cenzurą PRL. Obaj założyciele Armii przyznają się do autorstwa nazwy, Budzyński zaś twierdzi, że jest ona pochodną piosenki Niewidzialna Armia, co ma oznaczać armię duchową, która działa w ukryciu, nie zabijając, lecz czyniąc dobro.
Zespół czasem posługuje się logo będącym stylizowanym zapisem nazwy zespołu. Tusz, którym na kliszy Budzyński napisał ARMIA, projektując okładkę singla Aguirre, po wyschnięciu popękał w nieregularny sposób, dając specyficzny efekt graficzny.

## Historia

### Lata 80.

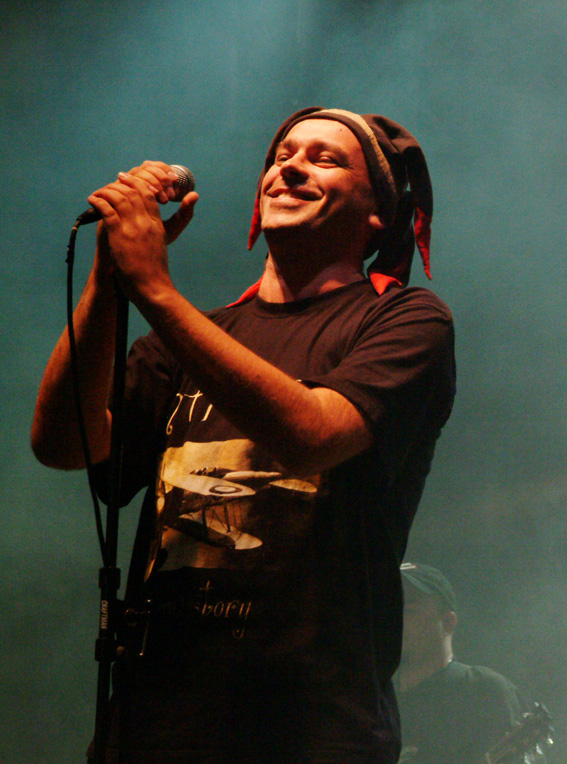
Tomasz Budzyński podczas koncertu

Zespół założyli Tomasz Budzyński, który właśnie opuścił Siekierę oraz dwaj muzycy Izraela – Robert Brylewski i Sławomir Gołaszewski. Za moment i miejsce powstania przyjmuje się ich spotkanie w klubie „Hybrydy” w listopadzie 1984 roku, podczas gdy pierwsza próba odbyła się w tym miejscu 5 grudnia 1984 roku, choć nazwę „Anti-Armia” wybrano dopiero wiosną 1985 roku. Pierwszym utworem było Nic już nie przeszkodzi skomponowane przez Budzyńskiego i jego znajomego z Puław, Szkapę, który miał zostać basistą nowego zespołu. Początkowo oprócz trzech założycieli skład tworzyli zmieniający się basiści i perkusiści, m.in. Żwirek (bas) i Gruszka (perkusja). Stosunkowo wcześnie stałym basistą został Alik Dziki, a perkusistą Janusz Rołt. Menadżerem był Krzysztof Koziński.
Zespół dał pierwszy koncert w Hybrydach w czerwcu 1985 roku. W tym samym roku zagrał na kilku festiwalach: w Chodzieży, Krakowie, FAM-ie, Jarocinie i Róbrege oraz dał kilka koncertów niefestiwalowych. Na festiwalu jarocińskim i Róbrege Armia wystąpiła jeszcze kilkakrotnie w następnych latach. Na FAM-ie doszło do incydentu z milicją, a zespół oskarżono o podburzanie tłumu. W Jarocinie natomiast milicja w celu zastraszenia na krótko aresztowała Budzyńskiego.
Po nagraniu kaset demo i pojawieniu się na bootlegach, Armia pierwsze profesjonalne nagrania wykonała jesienią 1985 roku na wydaną w następnym roku składankę Jak punk to punk. Znalazł się na niej m.in. utwór Jeżeli, który był notowany na liście przebojów Programu III Polskiego Radia (dochodząc do 13. miejsca w lutym 1986 roku), a na liście przebojów Rozgłośni Harcerskiej przez kilka tygodni zajmował pierwsze miejsce. Następnie wydano singiel Aguirre. Tytułowy utwór z singla zdobył dużą popularność, również trafiając na listy przebojów Trójki i Rozgłośni Harcerskiej, a zachęcona artystycznym sukcesem grupa nagrała debiutancki album Armia. W międzyczasie Rołt coraz rzadziej grywał z zespołem. Początkowo wynikało to z problemów z narkotykami, dzielił też czas z zespołem Lecha Janerki, a ostatecznie, już po odejściu z zespołu, popełnił samobójstwo. Jego miejsce zajął Gogo Szulc, już wcześniej okazjonalnie występujący z Armią. Nagranie wykonano w kwietniu i maju 1987 roku w rzeszowskim studiu zespołu RSC. Brylewski wówczas w podobnym czasie nagrywał trzy płyty (Armii, Izraela i Deutera) i przy tej okazji rozpoczął swoje doświadczenia z profesjonalnym sprzętem studia nagrywającego. Jednak wydawca Armii popełnił wtedy mnóstwo błędów, co było często krytykowane, a ostatecznie wiele zamieszczonych na niej utworów nagrano ponownie na płytę Czas i byt. Podczas nagrywania Armii ze względu na czasową nieobecność Gołaszewskiego w niektórych utworach zamiast saksofonu wprowadzono waltornię i do zespołu włączono współpracującego wówczas z Izraelem Banana. W nagraniu wziął udział również flecista Izraela Piotr Subotkiewicz „Samik”. Jako że Budzyński wówczas gościnnie występował w Izraelu, a wśród muzyków grających jednocześnie w obu zespołach byli również basiści i perkusiści, obie te grupy muzyczne w latach 80. i na początku lat 90. tworzyło to samo środowisko muzyków wzajemnie się zastępujących lub współpracujących w razie potrzeby. Przy tym pod koniec lat 80. Gołaszewski, wciąż pozostając w kontakcie z zespołem, przestał z nim występować i waltornia stała się zasadniczo jedynym instrumentem dętym Armii. Armia w tym czasie była jednym z czołowych zespołów polskiej sceny punkowej, co kilkanaście lat później skutkowało jej udziałem w koncertach serii Punk Rock Later. W tym czasie powstała piosenka Niezwyciężony uznana za największy przebój zespołu.

### Lata 90. do odejścia Brylewskiego
Następne dzieło grupy, Legenda, która ukazała się w czerwcu 1991 roku, postawiło artystów w czołówce polskich twórców muzyki nie tylko punkowej, ale w ogóle rockowej. Album opowiada w metaforyczny sposób o ludzkich pragnieniach i duchowości. Zarówno poetyckie teksty Tomasza Budzyńskiego, jak i muzyka wzbogacona o grę klarnetu, fletu i trąbki afrykańskiej, stworzyły niepowtarzalny, oniryczno-baśniowy klimat. Ponadto widać tu fascynacje poezją Artura Rimbauda, gnostycyzmem, średniowiecznym rycerstwem europejskim i chrześcijaństwem. Legenda powstawała przez 2 lata w komunie punkowo-hipisowskiej w Stanclewie, gdzie rozwinęło się studio Złota Skała i przez kilka lat mieszkała grupa muzyków związanych m.in. z zespołami Armia i Izrael, w tym Tomasz Budzyński ukrywający się przed poborem do wojska. Sam wokal nagrano już w grudniu 1990 roku po przenosinach studia i muzyków do Warszawy. W okresie stanclewskim Goga na stałe zastąpił Stopa, który wówczas zakończył służbę zastępczą, a Żwirka Maleo. Zespół gospodarstw w Stanclewie został kupiony przez przyjaciela zespołów Marcina Millera, hippisa żyjącego w Wielkiej Brytanii. Oprócz udostępnienia Izraelowi i Armii domów, ufundował im część sprzętu. Mecenat Millera przyczynił się do ustabilizowania składu zespołu. Jesienią 1989 roku Armia zagrała pierwszy zagraniczny koncert. Było to w Berlinie na festiwalu zespołów bloku wschodniego – oprócz Armii wystąpił Tilt oraz zespoły z NRD i ZSRR. Armia została tam zaproszona przez zespół Die Firma, który w tym czasie coverował Niewidzialną Armię. Kolejne zagraniczne koncerty odbyły się w trakcie trasy po Czechosłowacji w grudniu 1990 roku, kilka miesięcy po występie na ostatnim wydaniu Róbrege. Legenda przyniosła zespołowi dużą popularność, nie tylko w środowisku punkowym, ale także na szerzej rozumianej scenie rockowej, a nawet popularnej. W tym czasie Armia określana była jako jeden z najwybitniejszych polskich zespołów rockowych. Zespół miał wystąpić na festiwalu w Opolu w 1992, jednak ze względu na kontrowersje związane z ówczesnym organizatorem, firmą Brawo, znaną z piractwa fonograficznego, jak również promocji disco polo, wraz z kilkoma innymi wykonawcami odmówił udziału. Na koncerty Armii przychodziło też wielu skinheadów, co często kończyło się rozróbą, a nieraz przerwaniem koncertu. Ten typ publiczności, podobnie jak niektóre skłonne do bójki grupy punków, był piętnowany przez zespół, co czasem kończyło się odwetem. Ówczesny menadżer Armii, Chronos, zajmując się również innymi zespołami odnoszącymi w tym czasie sukces, nie mógł poświęcić jej wystarczająco czasu, przez co nową menadżerką została Katarzyna Kanclerz, a wersja Legendy na płycie kompaktowej, z bonusowymi utworami, stała się pierwszym wydawnictwem świeżo przez nią utworzonego Izabelin Studia.
Wyjątkową pozycję Legendy odzwierciedla również poświęcenie jej (zwłaszcza tekstom) kilku artykułów kulturoznawczych wykraczających poza ramy recenzji. Jednym z nich jest artykuł Jerzego Prokopiuka, który rozpatruje tę płytę jako dzieło gnostyckie, zwracając uwagę na różne szczegóły koncepcyjne potwierdzające zasadność takiego podejścia. Z interpretacją tą z kolei polemizował Filip Memches, wskazując na ściśle chrześcijański charakter tekstów, a kolejną interpretację, utrzymaną w duchu romantyzmu i kultury wyrosłej z prawosławia, ale też mitologii słowiańskiej, przedstawił Witold Zimowski. Płyta ta znalazła się również na jubileuszowej liście 100 płyt wszech czasów magazynu Teraz Rock. Tuż po wydaniu zdobyła również nagrody w większości kategorii rankingu Brumu, wówczas jednej z najbardziej opiniotwórczych audycji radiowych promujących muzykę rockową w Polsce.
W tym czasie zmienił się nieco obraz sceniczny i środowisko zespołu. Zespół po raz kolejny wystąpił w Jarocinie i często dawał koncerty w warszawskim klubie Fugazi, a Złota Skała przeniosła się do klubu „Remont”. Budzyński wraz ze współpracownikami namalował w miejsce zagubionej płachty na scenografię koncertową przedstawiającej Indianina nową – tym razem przedstawiającą gotycki witraż w kształcie rozety. W 1992 roku wydano zapis koncertowy Exodus, którego tytuł pochodzi od przeróbki piosenki Exodus Boba Marleya. Utrwalony koncert odbył się w roku poprzedzającym, 23 listopada w poznańskiej Arenie. W tym samym roku zespół zdecydował się na nagranie swoich starszych utworów w lepszej wersji niż na debiutanckiej płycie. Ponadto dodano kilka piosenek premierowych oraz utwór Exodus w wersji studyjnej. Album ten (Czas i byt) zdobył w miarę pozytywne opinie krytyków i sporą popularność wśród słuchaczy. Nagrano go w studiu Złota Skała wówczas mieszczącym się w podziemiach „Riviery”, obok klubu klubu Remont. Specyficznym wyrazem rozwoju artystycznego zespołu był występ w teatralnej aranżacji w warszawskiej operetce, zespół pojawiał się w telewizji, czego zwieńczeniem było nagranie dla Telewizji Polskiej spektaklu kostiumowego Triodante.
Okres ten był z jednej strony ukoronowaniem etapu, w którym w przekazie zespołu dominowała filozofia New Age, a koncerty przybierały charakter mistyczny, z drugiej był początkiem etapu, w którym Budzyński zaczął doświadczać objawień ściśle chrześcijańskich i deklarować to publicznie w czasie koncertów.

### Lata 90. po odejściu Brylewskiego
W tym okresie w zespole miały miejsce zmiany personalne. Maleo skupił się na grze w Houku i zastąpił go basista Dezertera Paweł Piotrowski. Ze względu na coraz trudniejsze porozumienie między członkami zespołu po kilku miesiącach odszedł Robert Brylewski, a nowym gitarzystą został Michał Grymuza. Uczestniczył on w 1994 roku w nagraniu dobrze ocenionej przez fanów, ale słabo sprzedającej się płyty Triodante, inspirowanej Boską komedią Dantego. Część muzyki do niej powstała jeszcze w czasie, gdy członkiem zespołu był Brylewski, jednak została ona przearanżowana przez Budzyńskiego, co było jednym z powodów konfliktu. Niektóre utwory zbliżone są do suit rockowych. Na płycie tej wyjątkowo niektóre fragmenty gitarowe grane są przez Banana, co również było krytykowane przez Brylewskiego, który zarzucał tej grze wtórność, podczas gdy spotkało się z poparciem Budzyńskiego. Kontakty utrudniło również coraz silniejsze wiązanie się części muzyków z Kościołem, podczas gdy Brylewski zachowywał dystans. Ostatecznie atmosfera konfliktu narosła do stopnia, przy którym Brylewski opuścił zespół. Wbrew wysuwanym przez niektórych podejrzeniom, sam wzrost religijności Maleo, Budzyńskiego i Stopy nie był bezpośrednią przyczyną odejścia Brylewskiego, które odbyło się w stosunkowo przyjacielskich warunkach. Odejście charyzmatycznego współlidera i rezygnacja ze stosunkowo prostego punkowego stylu spowodowały krytykę i odpływ części fanów. Pojawił się wśród nich podział na zwolenników starej i nowej Armii. Grymuza nie utrzymał się w zespole długo, bo rok później jego miejsce zajął Dariusz Popowicz „Popkorn” (znany z Acid Drinkers). Ponadto odszedł Banasik, który brał jeszcze udział w pracy studyjnej nad następnym albumem jako gość. Kolejne dzieło, Duch, mimo lekko thrashmetalowego smaku, jaki nadał muzyce nowy gitarzysta, jest poświęcony idei chrześcijaństwa i zawiera liczne cytaty z Biblii. W odróżnieniu od poprzedniej płyty utwory na niej zebrane mają charakter bardziej przebojowy, choć utrzymany w metalowej stylistyce. Krytycy oceniali ten album zwykle pozytywnie, lecz nie miał on zbyt wielu słuchaczy. Wersja demonstracyjna początkowo nie wzbudzała zainteresowania wydawców z wyjątkiem wytwórni Ars Mundi. Płyta została nagrana w studiu w Sulejówku. Do Braci Bum nakręcono teledysk. Popkorn za wkład w tę płytę otrzymał nagrodę pisma „Gitara i Bas”, natomiast muzyka On jest tu była skomponowana jeszcze przez Grymuzę. W roku 1998 zespół zagrał koncert w warszawskiej „Stodole”, podczas którego wystąpili muzycy dawnych składów (Brylewski, Banasik) grający utwory z pierwszych płyt i nowego składu, wykonujący nowsze utwory. Wiązało się to z reedycją Legendy.
W tym okresie, od połowy lat 90. XX w., popularność zespołu zmalała, w znacznej mierze ze względu na ogólne trendy w kulturze popularnej i przemyśle muzycznym. W 1995 roku Armia wystąpiła jeszcze na festiwalu w Opolu, ale potem, podobnie jak niektórzy inni wykonawcy rockowi popularni na przełomie lat 80. i 90. XX w., zaczęła mieć problemy z zainteresowaniem wydawnictw muzycznych wydawaniem swoich płyt. Zdaniem Budzyńskiego dodatkowy wpływ na to miała niechęć wydawców do jednoznacznie chrześcijańskiego przekazu zespołu. Jednocześnie już od czasu wydania Triodante Armia zaczęła grywać na festiwalach religijnych, co spotyka się z różnymi reakcjami.
We wrześniu 1998 r. Armia i Acid Drinkers dały kilka koncertów dla Polonii w Nowym Jorku, co było pierwszym wyjazdem zespołu do Stanów Zjednoczonych. W tym okresie Stopa coraz więcej czasu poświęcał grze w Voo Voo, przez co zastępowała go Beata Kozak. Wkrótce po powrocie z USA z zespołu odszedł Piotrowski. W związku z tym następną płytę, Drogę nagrał już nowy skład z Beatą Kozak i Krzysztofem Kmiecikiem (grywającym wówczas czasem w 2Tm2,3). Płyta ta była pod względem muzycznym mniej spójna niż poprzednie. Z jednej strony zespół nagrał prawie heavymetalowy utwór Adwent (cover piosenki Dead Can Dance), a z drugiej wiele łagodniejszych piosenek, utrzymanych w sentymentalnym nastroju. Nawiązywały one do wspomnień Budzyńskiego z dzieciństwa. Pewną lekkość płyty podkreśliło to, że zespół ponadto zerwał z tradycją surowych czarno-białej oprawy graficznej wydawnictw, umieszczając na okładce reprodukcję portretu uśmiechniętego pilota z pudełka herbaty na czerwonym tle. Ta zmiana z tekstów wizyjnych na teksty utrzymane w stylistyce realizmu magicznego była przełomem w stylistyce twórczości Budzyńskiego, jednak spotkała się z chłodnym przyjęciem części fanów. Płytę nagrano w lutym 1999, pod presją czasu. Z wyjątkiem perkusji nagranej w studiu w Łomiankach, miało to miejsce w studiu Jacka Gawłowskiego Q-Sound w Warszawie. W studiu tym użyto nowego sprzętu, m.in. syntezatorów czy siedmiostrunowej gitary (w Adwencie i Domu przy moście), a płytę jako pierwszą w dorobku zespołu nagrano na komputerze. Z kolei Beata Kozak wzbogaciła partie perkusyjne o dodatkowe instrumenty. Autorami muzyki mniej więcej po połowie byli Budzyński i Popowicz, używając również elementów autorstwa Banasika oraz (w Parowozie numer 8) riffu Grymuzy z czasów, gdy jeszcze był on członkiem zespołu.
Jednak żaden z tych trzech albumów nie zdobył zbyt dużej popularności wśród zwolenników polskiego rocka. Nie ulegając opiniom publiczności, Budzyński chciał przekazywać treści, które uważał za ważne. W czasie nagrywania Drogi mimo pewnych konfliktów Banan wrócił do składu zespołu, z kolei Popkorn coraz częściej miał problemy z alkoholem. Do zespołu włączono drugiego gitarzystę – Pawła Klimczaka (wówczas grającego wraz z Kozak w Syndicate), jednak ze względu na jego obowiązki w zespole Lombard, czasem jednego z gitarzystów zastępował grający w 2Tm2,3 i Arce Noego Robert Drężek (Drężmak). Zespół zdecydował się na wysłuchanie odbiorców w roku 1999, przeprowadzając ankietę popularności swoich piosenek. Wyłoniono w ten sposób piosenki, które były powszechnie uznawane za najlepsze. Odegrano je na 3 koncertach i uwieczniono na dwupłytowym albumie Soul Side Story.

### XXI wiek
W roku 2001 i 2002 Budzyński z Banasikiem nagrali neofolkową płytę Taniec szkieletów firmowaną jako album solowego projektu tego pierwszego. W nagraniu brał udział również trzeci członek Armii, Paweł Klimczak, ale ostatecznie nie wykorzystano jego nagrań. Od tego czasu zdarza się, że Budzyński wraz z częścią Armii daje koncerty solowego projektu. Tekstowo jest pewną kontynuacją Drogi, z jeszcze silniejszymi nawiązaniami do biografii Budzyńskiego.
W 2003 roku grupa stworzyła album Pocałunek mongolskiego księcia, na którym gitara brzmi melodyjniej niż na poprzednich płytach. Teksty przepełnione są smutkiem i melancholią, przedstawiają m.in. upadek podstawowych wartości na świecie. Nagranie miało miejsce w studiu Wojciecha Czerna OBUH w Rogalowie. Za realizację odpowiedzialny był Jacek Chraplak. Budzyński, nie będąc zadowolony z ostatecznego miksu, próbował jeszcze wykonać nową jego wersję, co przyniosło tylko częściowo oczekiwany skutek. Płytę wydała firma Pomaton EMI, co wiązało się z pewną, niezbyt aktywną, promocją w mediach (zrealizowano teledyski do Zjaw i ludzi oraz Ukrytej miłości). Oba teledyski stworzył animator Szymon Felkel. Pierwszy z nich został nominowany do nagrody Yach Film 2003 w kategorii teledysków animowanych, lecz nagrodzony został w mniej prestiżowych festiwalach. W tym czasie Popkorn był coraz mniej aktywny muzycznie i jego udział w nagraniu płyty był niewielki. Również Banasik więcej czasu poświęcał Kultowi niż Armii. W tej sytuacji na koncertach coraz częściej zastępował go Jakub Bartoszewski, stając się w ten sposób nowym waltornistą zespołu Armia. Z kolei Beata Polak zaszła w ciążę i została zastąpiona przez Macieja Głuchowskiego (Ślepego).
W latach 2003–2006 nastąpił rozkwit wydarzeń związanych z otoczeniem zespołu. Na Ogólnopolskim Forum Muzycznym założono forum internetowe fanów Armii związane z nieoficjalną witryną internetową zespołu (www.armia.kdm.pl), które pod koniec 2004 usamodzielniło się, przybierając nazwę „Ultima Thule” oraz stając się oficjalnym forum zespołu. Stało się to możliwe po zarejestrowaniu się na nim Budzyńskiego (początkowo incognito, pod nickiem Elrond).
W 2003 roku w ramach promocji książki Mikołaja Lizuta „Punk Rock Later” zawierającej wywiady z muzykami punkowymi rozpoczynającymi kariery jeszcze w czasach PRL, w tym z Budzyńskim i Brylewskim, Armia zagrała dwa koncerty. Do książki została dołączona płyta składankowa, na której znalazły się trzy utwory Armii z lat 80. W tym okresie Armia zaczęła wykonywać niektóre utwory Siekiery. W 2004 roku zespół zagrał na Przystanku Woodstock oraz (dzień później) na festiwalu Castle Party, a w grudniu w nowojorskim klubie CBGB oraz kilku innych amerykańskich klubach. W kwietniu 2004 roku na koncercie w londyńskim klubie The Garage z Armią znowu zagrał Brylewski. W tym roku Budzyński z muzykami Armii, Ślepym i Popkornem, założył kolejny poboczny zespół Budzy i Trupia Czaszka. W ramach jednego z koncertów WOŚP, w Krotoszynie w 2005 roku Armia wystąpiła w wyjątkowym składzie, gdyż stałych gitarzystów zastąpiło dwóch fanów z forum internetowego – Bartosz Zimiński i Gerard Nowak, którzy okazjonalnie występowali z zespołami Budzyńskiego również w późniejszym czasie. Gerard Nowak zastąpił również Budzyńskiego wokalnie na jednym z koncertów, a następnie wziął udział w nagraniu Podróży na Wschód i w koncertach ją promujących. Chór fanów skupionych wokół forum internetowego wystąpił też w nagraniu utworu Underground. Dość wyjątkowy pod względem repertuaru koncert odbył się w maju 2005 r. po pierwszym meczu fanów Legendy i Triodante w warszawskim klubie Punkt. Odegrano na nim w całości materiał z obu płyt oraz po raz pierwszy wykonano praktycznie całą suitę Ultima Thule. W tym samym roku w Stodole zespół dał koncert na dwudziestolecie działalności. Wzięli w nim udział również zaproszeni goście: Kazik Staszewski, Krzysztof Chojnacki „Zygzak”, Paweł Gumola, a także Maleo i Gołaszewski. Występ zarejestrowano i wydano w następnym roku na płycie DVD Koncert na XX-lecie.
Wcześniej, na początku 2005 roku, ukazała się płyta Ultima Thule, która przynosi z jednej strony powrót do ostrego, agresywnego brzmienia, z drugiej zawiera suitę bliższą stylistycznie rockowi psychodelicznemu. Znaczący udział w kompozycjach miał Paweł Klimczak, ale utwór tytułowy składał się z części komponowanych przez różnych muzyków zespołu. Na okładce znalazły się obrazy Giorgia de Chirico, których nastrój ma według Budzyńskiego podkreślać nastrój osamotnienia i melancholii z tekstów. Płytę tę nagrano jesienią i zimą 2004 roku w studiach Małym Roberta Friedricha i studiu CRS nowego perkusisty. Materiał na tę płytę częściowo powstał już podczas sesji do PMK. Tytuł płyty nawiązuje do mitycznej wyspy Thule, która rozumiana duchowo symbolizuje kres życiowej wędrówki człowieka. Nastrój natomiast według Budzyńskiego może kojarzyć się z tekstami Fiodora Dostojewskiego lub Nicka Cave’a.
W 2008 r. zespół wziął udział w nagraniu płyty składankowej Gajcy! związanej z upamiętnieniem kolejnej rocznicy powstania warszawskiego, przy okazji nagrywając własne wersje kilku piosenek powstańczych. Wziął też udział w koncertach organizowanych przez Muzeum Powstania Warszawskiego. Natomiast w roku 2010 na zlecenie Ministerstwa Kultury i Dziedzictwa Narodowego w celu promocji 600. rocznicy bitwy pod Grunwaldem został nagrany utwór Jeszcze raz, jeszcze dziś, a zespół zagrał na koncercie zorganizowanym w ramach obchodów rocznicowych.
W 2009 ukazały się kolejne albumy – Der Prozess oraz Freak. Pierwszy z nich nagrano dość szybko, gdyż Budzyński zadecydował, że wersja demonstracyjna będzie wersją ostateczną. W odmienny niż dotąd sposób z kolei nagrywany był Freak. W odróżnieniu od typowego dla muzyki zespołów rockowych, w tym Armii, podporządkowania muzyki gitarowemu riffowi, zaczęto od partii perkusji, także w połączeniu z gitarą basową. Następnie nagrano improwizacje saksofonowe, a linie gitar pojawiły się na końcu, też nagrane w sposób niekonwencjonalny. W nagraniu wzięło udział wiele osób, w tym ponownie Robert Brylewski i Sławomir Gołaszewski, a cała płyta miała charakter eksperymentalny – jazzowo-psychodeliczny. Dotyczyło to również tekstów, które Budzyński napisał razem z Gerardem Nowakiem i zaśpiewał po angielsku. W lutym 2010 roku wydawnictwo Der Prozess uzyskało nominację do nagrody polskiego przemysłu fonograficznego Fryderyka w kategorii: album roku rock. W kwietniu 2010 zespół opuścił Paweł Klimczak. W roku tym zespół odbył trasę koncertową związaną z 25. rocznicą powstania zespołu (m.in. w Studiu Agnieszki Osieckiej radiowej Trójki, na XVI Przystanku Woodstock, czego konsekwencją było wydanie płyt koncertowych przez Złoty Melon i Polskie Radio), z centralnym koncertem 11 czerwca 2010 w amfiteatrze warszawskiego Parku Sowińskiego, na którym zagrali zaproszeni goście, a sam zespół wystąpił w kilku historycznych składach. W 2011 r. zespół opuścili Tomasz Krzyżaniak „Krzyżyk” i Krzysztof Kmiecik, poświęcając się grze w zespole Luxtorpeda. Na ich miejsce wrócili dawni muzycy, w tym Piotr Żyżelewicz, który niedługo potem zmarł. Armia kilkakrotnie występowała na reaktywowanym festiwalu w Jarocinie, podczas jednego z nich (w 2011 roku) oprócz koncertów odbył się turniej piłkarski reprezentacji zespołów muzycznych, w których brali udział również muzycy, na rzecz rodziny zmarłego właśnie Stopy. Drużyna Armii, w której Brylewski i Budzyński byli bramkarzami, wygrała cały turniej.
W 2009 r. Tomasz Budzyński założył stowarzyszenie Niewidzialna Armia, które zajmuje się promocją jego działalności artystycznej. W 2010 r. napisał książkę autobiograficzną „Soul Side Story”, wydaną rok później. W tym samym czasie stowarzyszenie nagrało film Podróż na Wschód, który początkowo miał być filmem dokumentującym ćwierćwiecze zespołu, ale ostatecznie stał się swoistą ekranizacją noweli Stefana Grabińskiego Maszynista Grot przeplataną występami Armii. W filmie oprócz muzyków z ówczesnego składu (Budzyński, Kmiecik, Krzyżaniak, Giec, Bartoszewski), wzięli udział byli jego członkowie (Polak, Żyżelewicz, Banasik, Gołaszewski), a także współpracownicy i przyjaciele, m.in. Nowak i Nowacki, w tym członkowie kabaretu Mumio. Film oprócz dystrybucji festiwalowej dołączany jest na płycie DVD do książki, a jego ścieżkę dźwiękową wydano na osobno wydanej płycie w roku 2012. Oprócz nagrań Armii znajdują się tam akustyczne wersje w wykonaniu Gerarda Nowaka z zespołu The Soundrops.
W następnych latach nastąpiło kilka kolejnych zmian w sekcji rytmicznej zespołu, przez co praca nad nową płytą studyjną trwała cztery lata. Ostatecznie nagrali ją muzycy, z którymi Budzyński występował również w Trupiej Czaszce – Amadeusz Kaźmierczak i Dariusz Budkiewicz oraz Rafał Giec. Kolejną płytę studyjną – Toń – Armia wydała jesienią 2015 r. Jej treść jest apokaliptyczna, a muzycznie nawiązuje do rockowego stylu sprzed Freaka. Koncert promujący tę płytę wykonany w studiu Polskiego Radia Katowice wydano na płycie CD i DVD Tam, gdzie kończy się kraj kilka miesięcy później. W październiku 2018 część muzyków związanych z zespołem – Budzyński, Budkiewicz i Polak oraz Michał Jacaszek i Rafał Nowak wystąpiło w Muzeum Stutthof w Sztutowie z programem „Stutthof. Apel Cieni” opartym na tekstach więźniów obozu Stutthof. Muzeum wydało płytę pod takim tytułem na przełomie lat 2018/2019. W 2023 r. zespół wydał dwupłytowy album Antologia. Zawiera on nagrania z lat 1987–2010, które albo nie znalazły się na oficjalnie wydanych płytach, albo zostały wydane w innej aranżacji. Na kolejnej płycie zawierającej nowe nagrania – Wojnie i pokoju – pojawił się jako nowy gitarzysta Stanisław Budzyński, syn lidera zespołu, w miejsce Gieca.

## Klasyfikacja gatunkowa i odbiór

### Styl muzyczny
Mimo dość zgodnego uznania, że Armia jest zespołem związanym z punkiem, jednoznaczne zaklasyfikowanie Armii do jednego gatunku nie jest możliwe. Na samym początku zespół zakładał granie bez popisowych rockowych solówek. Współtworząc Siekierę, Budzyński nie miał wykształcenia muzycznego, ani przyzwyczajeń wyniesionych z tradycji rockowego grania, przez co proponowane przez niego akordy były nietypowe, ale Brylewski, wówczas już muzyk o ugruntowanej pozycji, uznał je za interesujące odświeżenie stylu. Jednocześnie od początku oprócz prostej gry gitarowej w muzyce Armii pojawiały się dodatkowe instrumenty, a podczas nagrywania Legendy użyto kilku planów muzycznych, z których ostatnie są już na granicy słyszalności, co charakterystyczne jest raczej dla dubu niż klasycznych technik rockowych, jednocześnie zaś brzmienie podstawowych instrumentów ustawiono tak, aby wytworzyć tzw. ścianę dźwięku, wzmacniając w tym celu również udział instrumentów dodatkowych. Na odmienność stylu muzycznego, zwłaszcza rytmiki, Armii od większości równocześnie działających grup punkrockowych miało wpływ doświadczenie tworzących ją muzyków w graniu reggae i stylów pochodnych nabyte w trakcie gry w Izraelu. Podstawowym nurtem stylistycznym Armii jest punk, lecz od dawna zespół skłaniał się w kierunku gatunku hardcore szybkim tempem gry, często smutnym i poważnym nastrojem oraz pozytywnym przesłaniem. Oprócz prostych, krótkich punkowych piosenek, w repertuarze pojawiają się rozbudowane utwory nawiązujące do rocka symfonicznego. Charakter bliski suicie rockowej mają zwłaszcza utwory z Triodante. Natomiast w pełni rockową suitą jest tytułowy utwór płyty Ultima Thule. Dodatkowo sposób grania niektórych muzyków Armii, w szczególności „Popcorna”, zwykle bardziej przypominał muzykę metalową niż punk-rock, mimo to sam Budzyński, przyznając, że muzyka Armii czasem wpisuje się w brzmienie metalowe, podkreśla, że nie wiąże się to z innymi cechami wiązanymi z tym gatunkiem. Czasem twierdzi również, że nawet nazywanie Armii jako zespołu punkowego jest błędne. Charakterystyczny i zmienny stylistycznie – od ciężkiej ściany dźwięku po melodyjne solówki – był również sposób grania Pawła Klimczaka. W pewnych okresach zespół grał na stałe z dwoma gitarzystami, co pozwalało uzyskać specyficzne brzmienie. Skład zespołu zmieniał się wielokrotnie, co znajduje odzwierciedlenie w stylistyce dominującej w różnych okresach działalności zespołu. Również charakterystyczną cechą jest eksperymentowanie z różnymi melodiami, instrumentami i treściami oraz wysokie ambicje muzyków wchodzących w skład grupy. Od typowego stylu odbiega szczególnie płyta Freak zawierająca elementy jazzowe.
Równolegle do rozwoju muzycznego następował rozwój wokalny. Budzyński po opuszczeniu Siekiery śpiewał w sposób określany jako dziki. Na styl i technikę śpiewu zwrócił uwagę dopiero od czasu Legendy. Po etapie bliższym melorecytacji, śpiew bliższy klasycznemu Budzyński rozwinął na płycie Droga, na co wpływ miały jego doświadczenia jako kantora wspólnoty neokatechumenalnej. Na późniejszych płytach z kolei znowu wraca styl bardziej agresywny.

### Odbiór
Armia tworzona przez Brylewskiego, jednego z prekursorów polskiej sceny reggae i punk oraz Budzyńskiego, owianego sławą gwiazdy festiwalu w Jarocinie, szybko zdobyła uznanie w środowisku punkowym. Wymieniana jest jako jedna z głównych grup muzycznych tego nurtu lat 80. obok Dezertera, Brygady Kryzys, Izraela, Siekiery czy KSU, a także szerzej ujmowanej sceny rocka alternatywnego, obok T.Love czy Kultu. Szczyt popularności osiągnęła na początku lat 90., po czym nastąpił jej spadek. Mimo to również późniejsze opisy podkreślają, że zespół jest jednym z najoryginalniejszych zespołów polskiej sceny alternatywnej. Legenda zwyciężyła w rankingu polskich płyt rockowych wydanych w czasie trzydziestu lat istnienia magazynu Tylko Rock/Teraz Rock (1991–2021).
Zmiany stylistyczne powodowały kontrowersje wśród fanów, poczynając od roku 1987, kiedy w zespole pojawił się waltornista, Brylewski zaczął wprowadzać elementy psychodeliczne do gry gitary, a w repertuarze zaczęły się pojawiać utwory o bardziej skomplikowanej strukturze. Również stosunkowo wcześnie pojawiły się zarzuty radykalnych środowisk punkowych o komercyjną postawę. Wzmocniło się to po zdobyciu szerokiej popularności także poza środowiskiem punkowym w czasach Legendy, na co nałożyła się niechęć części anarchistycznego i jednocześnie radykalnie ateistycznego środowiska wobec mistycznego przekazu zespołu. Podobnie było po zmianie stylistycznej związanej z płytą Triodante, znacznie odmiennej od poprzednich, a pogłębiało się wraz z bardziej jednoznacznymi deklaracjami religijnymi. Z kolei w środowiskach kościelnych muzyka Armii jako odbiegająca stylistycznie od typowej muzyki chrześcijańskiej często również spotyka się z nieufnością. Kolejnym przełomem było odejście od tekstów pełnych wizji do tekstów bardziej osobistych, w klimacie realizmu magicznego na płycie Droga, co zbiegło się ze złagodzeniem muzyki w stronę piosenkową i kolejnymi zmianami wizerunkowymi.
Mimo sceptycznego podejścia muzyków Armii do pojęcia rock chrześcijański, Armia uważana jest za prekursora i jednego z najważniejszych jego przedstawicieli w Polsce. Wiąże się to z krytyką ze strony przeciwników tego nurtu zarówno ze strony części środowisk religijnych wiążących muzykę rockową z satanizmem, jak i ze strony środowisk antykościelnych. Czasem Armia przedstawiana jest w tym kontekście w sposób karykaturalny jako przykład wstecznictwa.

### Forum internetowe
Zespół nie ma oficjalnego fanklubu. Głównym ośrodkiem skupiającym fanów jest forum internetowe. Po kilku krótko działających forach internetowych zakładanych na przełomie wieków, jako główne ustabilizowało się forum założone na Ogólnopolskim Forum Muzycznym w 2003 r. Po pewnym czasie serwis został włączony do portalu gery.pl. Pod koniec 2004 r. forum odłączyło się od struktur gery.pl i przyjęło nazwę „Ultima Thule”. To forum zyskało status oficjalnego forum internetowego zespołu. Udzielają się na nim również muzycy Armii, zwłaszcza Budzyński (jako Elrond). Forum stało się miejscem wymiany informacji między zespołem – szczególnie Budzyńskim – a fanami. Ułatwiło to spotkania zarówno samych fanów, jak i fanów z muzykami Armii. Ponieważ w trakcie jednej z zabaw forumowych okazało się, że dwie najbardziej cenione płyty to Legenda i Triodante, grupy ich zwolenników utworzyły drużyny piłkarskie i zorganizowano kilka meczów, w których, podobnie jak w głosowaniu forumowym, wygrali zwolennicy Legendy. Zdarzają się koncerty dedykowane forum, np. koncert z 13 grudnia 2014 r. (co jest datą nawiązującą do związanej ze nocą św. Łucji Opowieści zimowej) na dziesięciolecie forum. Na koncercie tym Armię supportował zespół Spirit of 84, którego lider, Krzysztof Karnkowski, jest użytkownikiem forum. Forum poświęcona jest praca magisterska Karnkowskiego Funkcja integracyjna forum internetowego na przykładzie oficjalnego forum internetowego zespołu Armia „Ultima Thule”. Oprócz forum internetowego i witryny internetowej zespół ma profile na kilku serwisach społecznościowych (Facebook, Myspace).

### Covery i inspiracje
Poszczególne utwory Armii są wykorzystywane jako covery przez różne zespoły. Specyficzną formę przybierają covery wykonywane przez zespół The Soundrops – są one utrzymane w konwencji folk rockowej i wykonane w języku angielskim. Zebrano je jako album internetowy Songs from the Cloud. Wokalista i gitarzysta The Soundrops, Gerard Nowak, współpracuje z Armią również przy okazji nowych nagrań i koncertów, a kilka utworów w jego interpretacji znalazło się na filmie i płycie Podróż na Wschód.
Do inspiracji Armią przyznają się m.in. zespoły takie jak Będzie Dobrze. Ze względu na udział Banana w tworzeniu muzyki zarówno Armii, jak i Kultu, zauważane są podobieństwa między utworami obu zespołów. O armijnym stylu mówi się m.in. w przypadku Zgrozy i innych utworów na płycie Kultu Your Eyes.
Armia w 1989 r. zaprosiła do występu na festiwalu w Jarocinie zespół Renaty Przemyk. Wydarzenie to jest uznawane przez Przemyk za kluczowe dla rozwoju jej kariery.

## Teksty i inspiracje artystyczne
W odróżnieniu od typowej dla muzyki punkowej publicystycznej stylistyki o bezpośrednim przekazie, teksty Armii mają charakter poetycki. Przekaz w założeniu nie ma być społeczny, lecz – zgodnie z deklaracjami Budzyńskiego – duchowy. Budzyński podkreśla, że jako malarz myśli obrazami, co wpływa na kształt jego tekstów. Zgodnie z jego deklaracjami, teksty Armii nie są przeznaczone do wytworzenia między twórcą a odbiorcą porozumienia umysłowego, lecz wspólnego przeżywania. Przyznaje również, że z czasem teksty Armii straciły charakter patetycznych wezwań, a stały się wyrazem paradoksów, jednocześnie stając się bardziej osobiste. Twórczość Armii określana jest przez samych jej twórców jako muzyka bajkowa. Budzyński przyznaje, że teksty Armii są utrzymane w pewnym kanonie, podczas gdy teksty projektów solowych są bardziej swobodne. Autorem większości tekstów jest Tomasz Budzyński. Niektóre są inspirowane twórczością innych artystów – od luźnej inspiracji, przez wplatanie cytatów, po stosowanie tekstów w całości cudzego autorstwa.
W tekstach Budzyńskiego, zwłaszcza na Duchu pojawiają się neologizmy brzmieniowe, jak np. jedźłemłe.
Teksty Armii najczęściej są pisane przez Budzyńskiego do już gotowej muzyki. Ponadto uważa on, że teksty piosenek, mimo że poetyckie, mają odmienny charakter od typowej poezji, więc powinny być odbierane tylko razem z muzyką. Z drugiej jednak strony, Budzyński jest również autorem wierszy, do których nie powstała muzyka. Budzyński projektuje również okładki płyt Armii (z wyjątkiem tworzonych w seriach wydawniczych), czasem umieszczając na nich własne obrazy.
Tomasz Budzyński podchodzi do wielu płyt konceptualnie, dzięki czemu płyty takie jak np. Legenda charakteryzuje duża spójność, a układ piosenek jest jednym z istotnych elementów konstrukcji. Niektóre z tak skonstruowanych płyt, np. Der Prozess, uznawane są za albumy koncepcyjne. Pierwszy okres działalności zespołu, którego kulminacją było wydanie Legendy, był zdominowany przez przekaz New Age, o różnych akcentach od undergroundowego do gnostyckiego. W późniejszym okresie Budzyński dokonał reinterpretacji tego w duchu chrześcijańskim. Z drugiej strony według Budzyńskiego muzyka nie powstaje według konceptu stylistycznego, lecz jest wypadkową aktualnych pomysłów muzyków. Zespół z założenia stara się, aby albumy nie były zbyt długie, co sprawia, że czasami materiał z danej sesji jest wykorzystywany dopiero na kolejnej płycie.

### J.R.R. Tolkien, fantasy
Twórczość Tolkiena miała wpływ na powstawanie tekstów Budzyńskiego od początków Armii takich, jak m.in. Jeżeli, Saluto czy Jestem drzewo jestem ptak, jak również Niewidzialna Armia. Jednym z przejawów tej fascynacji jest pseudonim Tomasza Budzyńskiego używany przez niego w drugiej połowie lat 80. – Tom Bombadil. Na pierwszej płycie długogrającej znajduje się utwór instrumentalny Bombadil w locie. Z kolei Bilbo Baggins cytowany jest na początku płyty Pocałunek mongolskiego księcia, której warstwa tekstowa w całości jest metaforą świata wykorzystującego złą moc symbolizowaną przez Tolkienowski pierścień. Również Brylewski przyznawał, że na jego twórczość w Armii miała wpływ lektura Tolkiena.
Do pewnego stopnia z inspiracją tą wiązały się, zwłaszcza w początkowym okresie istnienia zespołu, inne motywy – rycerskie, indiańskie czy nawiązujące do ekologii głębokiej. Ten ostatni element podkreślał Gołaszewski. Malowane przez Budzyńskiego podobizny Indian i inne motywy indiańskie, np. Ptak Grzmotu, pojawiały się na okładkach płyt Aguirre, Armia i Czas i byt oraz na używanej w pierwszych latach scenografii i innych gadżetach związanych z zespołem. Wśród motywów rycerskich na pierwszy plan wysunął się motyw Don Kichota. Pewnym echem inspiracji rycerskich jest znajdujące się na okładce Ducha ujęcie łapacza wiatru przypominające hełm. Inne zaś mitologiczne odwołania, to np. wyspa Ultima Thule. Dalszym odwołaniem do ekologii głębokiej przefiltrowanej przez chrześcijaństwo jest utwór Bracia bum, zawierający frazę bracia mniejsi, bracia więksi, nawiązując do postawy franciszkańskiej (Zakonu Braci Mniejszych) wyrażonej w Pieśni słonecznej, w której całe Boże stworzenie, zwłaszcza zwierzęta, jest braćmi ludzi. Odwołania do baśniowych czy mitycznych bestii (jak smoki) pojawiają się w twórczości Armii również przy okazji płyty Ultima Thule.

### Wydarzenia historyczne
Dalszym nawiązaniem do tradycji rycerskich są odwołania do historii Polski. Piosenka Jeszcze raz, jeszcze dziś jest inspirowana sojuszem polsko-litewskim z bitwy pod Grunwaldem (poza nawiązaniem tekstowym jest nawiązanie muzyczne do Bogurodzicy, które ponadto ze względu na użyty instrument koresponduje z frazą złoty róg, co jest ukłonem wobec powstałej w podobnych okolicznościach Roty). Pod koniec pierwszej dekady XXI w. w twórczości Armii pojawiły się również motywy związane z powstaniem warszawskim. Utwór Wczorajszemu ma tekst Tadeusza Gajcego i znalazł się na poświęconej mu składance Gajcy!. Ponadto Armia nagrała własne wersje Warszawskich dzieci i Pałacyku Michla opublikowane w Internecie.

### Gnoza
Pewną kontynuacją inspiracji Tolkienowskich była fascynacja ezoteryką i gnozą, zwłaszcza Jungowską. Duży wpływ na to miały kontakty Gołaszewskiego z Jerzym Prokopiukiem. Pod wpływem w tym duchu odczytanych Podróży na wschód Hermanna Hessego i Królestwa bezprzestrzennego Brunona Gantza powstał tekst Podróży na wschód. Nawiązaniem do ezoteryki jest objęcie płyty Legenda klamrą sylaby om tworzonej przez pierwszą i ostatnią głoskę tekstu (Ojciec w Kochaj mnie i zachowam w Dla każdej samotnej godziny). Prokopiuk za wyrażający ten punkt widzenia uważa cały koncept tej płyty, której teksty określił jako „perłę poezji gnostyckiej”, przy jednoczesnym uznaniu muzyki za gnostycki „wrzask świata”.

### Samuel Beckett
Silny wpływ na twórczość Budzyńskiego miały dzieła Samuela Becketta, które trafiły na okres gnostycki. Tekst Ciebie zachowam kończący Legendę jest cytatem z Końcówki. Szerszy wpływ jest zauważalny w nieco późniejszej twórczości, zwłaszcza na Triodante, którego teksty są oparte na tekstach zebranych przez Antoniego Liberę w Pismach prozą, bądź w postaci cytatów włączanych w tekst, bądź jako całe fragmenty opowiadań, a postać Godota przywołana jest na płycie Duch.

### Biblia i chrześcijaństwo
Elementy biblijne w twórczości Armii pojawiają się od samego początku jej istnienia. Początkowo miało to charakter wplatania biblijnych motywów jako metafor bez jednoznacznej religijnej deklaracji. Za teksty odpowiedzialny jest Budzyński, ale również Brylewski używał cytatów biblijnych, zwłaszcza w twórczości Izraela, choć bez religijnego przekazu. Jednoznacznie chrześcijańskie teksty pojawiły się później. Część starych tekstów została przez Budzyńskiego na nowo odczytana jako chrześcijańskie, a niektóre nowo powstające teksty od początku miały taki, zwłaszcza chrystologiczny, charakter (np. On jest tu). Do metafor o chrześcijańskim (ortodoksyjnym lub New Age’owym) rodowodzie Budzyński zalicza również światło (zwłaszcza w utworze Przebłysk), Wschód i inne – symbolizujące Jezusa lub Ducha Świętego. Ostatecznie zdarzało się więc, że Budzyński na koncertach metaforę światła zastępował imieniem Jezusa. O ile tytuł płyty Duch nawiązuje do Ducha Świętego, o tyle w Pięknorękim znajdują się odwołania do demonów. Jego tekst jest inspirowany Czarnymi Aniołami Ewy Demarczyk, których cover znalazł się na Soul Side Story, a ponadto zawiera frazę „Któż jak Bóg?” przypisywaną w tradycji judeochrześcijańskiej archaniołowi Michałowi. Nawiązaniem do katolickiej eschatologii jest album koncepcyjny Triodante, inspirowany Boską komedią Dantego. Wiele tekstów stworzonych lub zaadaptowanych Budzyńskiego opisuje rozgrywającą się w duszy walkę między dobrem a złem. Dotyczy to np. tekstów z Ultimy Thule czy Pocałunku mongolskiego księcia. W tym aspekcie Budzyński nawiązuje do Kierkegaarda. Swoiste nawiązanie do tradycji chrześcijańskiej, a konkretnie tradycji związanej z ikonami, znajduje się w sugerowanej przez Budzyńskiego interpretacji tekstu Pustego okna, które ma być refleksją nad obrazem Czarny kwadrat na białym tle, uważanym przez niego za antyikonę. Utwór ten znajduje się na płycie Toń, która w całości ma być nawiązaniem do Apokalipsy.
Niektóre teksty Budzyński uważa za rodzaj modlitwy. Tekst Soul Side Story to przykład modlitwy glosolalią. Fragment tekstu Pieśni przygodnej został wykorzystany jako modlitwa w opowiadaniu Psychonautka Wojciecha Szydy.

### Polskie baśnie i kreskówki
Oprócz światowej literatury fantasy, na twórczość Budzyńskiego i Armii wpływ ma również polska literatura i kinematografia dziecięca. W kilku utworach pojawiają się postacie z cyklu Bromba i inni Macieja Wojtyszki, co ma podkreślać nostalgiczny charakter tekstów nawiązujących do przemijającego świata, w którym wychowywał się Budzyński. W teksty wplatane są również elementy dziecięcych rymowanek (np. morele bax, esy-floresy). W Strzałach znikąd, chłopcach stąd pojawiają się postacie z powieści Adama Bahdaja (Paragon i Cegiełka). Fragment „Życie ludzkie jest ważniejsze niż czyjeś małe interesy.” znajdujący się na Duchu jest cytatem z V Księgi Tytusa, Romka i A’Tomka.

### Biografia Budzyńskiego
Elementy literatury dziecięcej wiążą się z inspiracją samym życiem Budzyńskiego, zwłaszcza z jego dzieciństwem. Do czasów późniejszej młodości nawiązuje utwór Strzały znikąd, chłopcy stąd, który m.in. opowiada o jego znajomych, którzy umarli na skutek używania narkotyków. Nawiązania do jego własnych przeżyć szczególnie częste są od czasu Drogi, choć w pełni rozwijają się w solowej twórczości. Na Drodze i Pocałunku mongolskiego księcia mają one charakter bardziej retrospektywny i biograficzny, a na Ultimie Thule i Der Prozess bardziej dotyczący bieżących przeżyć. Także na Duchu są nawiązania do przeżyć z dzieciństwa, np. do wspomnień łapaczy wiatru na kominach browaru albo pochodzący z rodzinnych opowieści dialog o piwie. Teksty Drogi są inspirowane również obserwacją dzieci Budzyńskiego.

### Inne inspiracje
Wojny bez łez inspirowane są utworem Games Without Frontiers Petera Gabriela, z którym wiąże się również używanie przez Budzyńskiego błazeńskiej czapki jako kostiumu scenicznego, Gdzie ja, tam będziesz Ty listem od anonimowej fanki. Kilka piosenek powstało pod wpływem filmów – Aguirre (Aguirre, gniew boży), Zły porucznik (Zły porucznik), Poza prawem czy Tam, gdzie kończy się kraj (Koń turyński). Pewien wpływ na twórczość Armii miał też zespół Pink Floyd – okładka Ducha nawiązuje do okładki płyty Animals, alternatywny zaś tytuł piosenki In the Land of Afternoon, tj. Amagama jest spolszczeniem tytułu płyty Ummagumma. Tytuł i tekst piosenki Green jest inspirowany piosenką I’m So Green Can. W muzykę Radia NRD wpleciona jest solówka będąca cytatem ze Skrzypka na dachu. Nawiązaniem do piosenki Sato-Sato zespołu DAF są Biesy. Teksty z płyty Ultima Thule według Budzyńskiego są utrzymane w duchu Dostojewskiego, a cytat z niego – Piękno zbawi świat – został wpleciony w tekst Domu przy moście. Również do Dostojewskiego (Biesy) nawiązują fragmenty Tańca duchów dotyczące kwestii Boga-człowieka i człowieka-Boga. Płyta Der Prozess jest inspirowanym powieścią Franza Kafki Proces albumem koncepcyjnym. Pierwsze składy Armii tworzyli muzycy grający również reggae, co miało pewien wpływ na sposób ich gry, choć tylko Exodus, cover Boba Marleya został nagrany w tej konwencji. Utwór Sodoma i Gomora jest również coverem piosenki reggae (zespołu Misty in Roots), lecz jego aranżacja jest hardcore-punkowa. Z kolei pewną inspiracją dla utworu Parowóz nr 8 jest Zion Train Marleya. Utwór Cud jest według Budzyńskiego nawiązaniem do poematu Podróż Trzech Króli T.S. Eliota.

## Przekaz

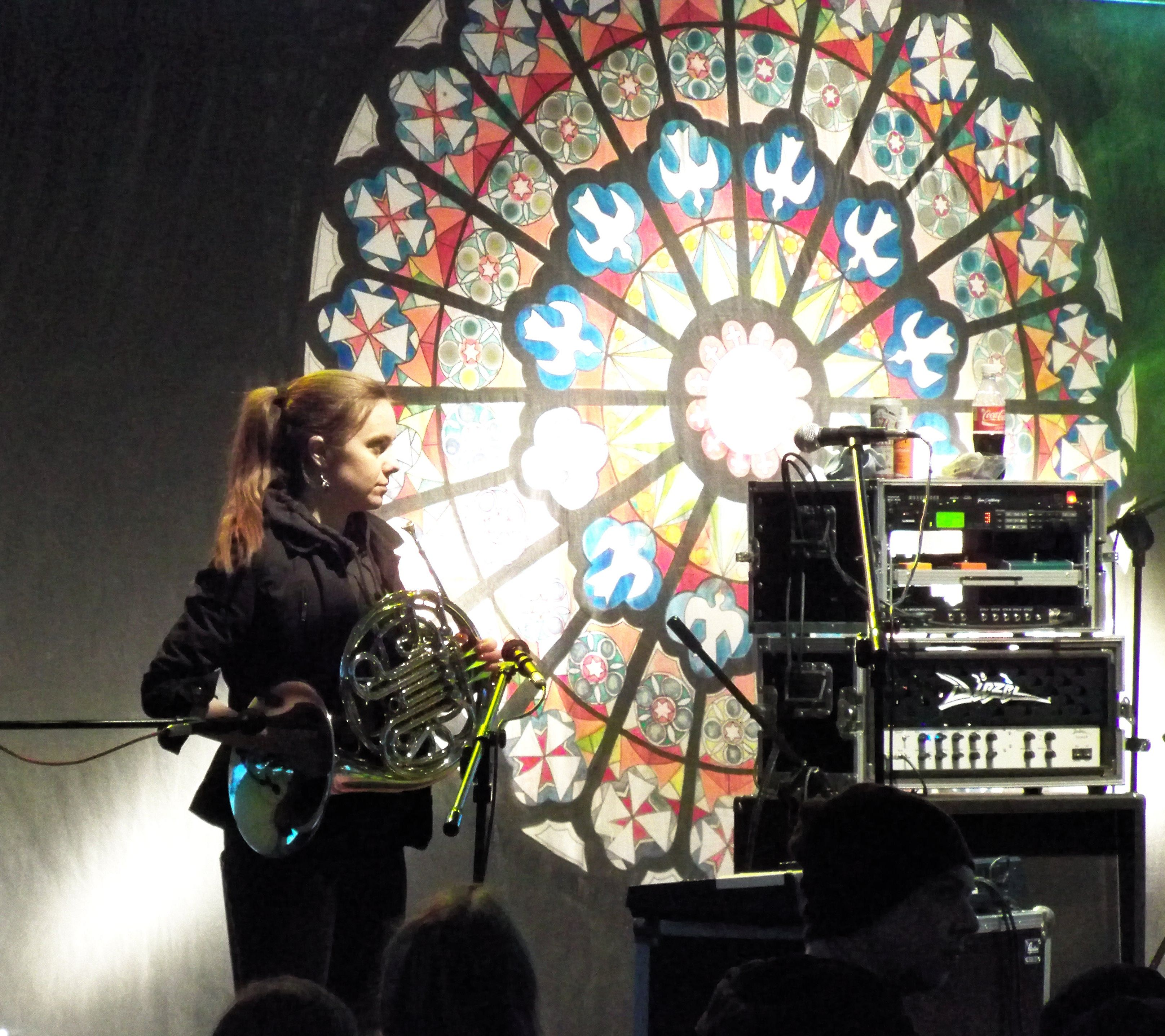
Płachta z witrażem-rozetą. Jeden z koncertów trasy „Armia gra Legendę” – Amfiteatr im. Michaela Jacksona w Warszawie, 4 czerwca 2012 r. Na pierwszym planie Joanna Lis gościnnie występująca na waltorni.

Z tekstami utworów Armii wiąże się niesiony przez nie przekaz. Początkowo dość duży wpływ miały New Age’owe poglądy Gołaszewskiego, które oddziaływały również na pozostałych założycieli zespołu, zwłaszcza Budzyńskiego. Od połowy lat 90. jest to w dużej mierze przekaz chrześcijański. Jednocześnie jednak Budzyński, nie wypierając się swoich przekonań religijnych, odcina się od prostej klasyfikacji. Jego zdaniem pojęcie rocka chrześcijańskiego jest nietrafnym konceptem. Podkreśla on również, że o ile dla twórczości 2Tm2,3 treści chrześcijańskie są podstawą, o tyle dla twórczości Armii są jedynie jednym z elementów. Mimo to Armia bywa określana jako jeden z głównych polskich przedstawicieli tego nurtu, a wręcz jako jego pionierów.
Przekaz Armii jest z jednej strony uważany za bardzo istotny element twórczości, z drugiej jednak Budzyński unika w tekstach jednoznacznych manifestów i pozostawia pole do interpretacji, nawet sprzecznych. W ten sposób, mimo że Budzyński w wywiadach formułuje zdecydowane opinie światopoglądowe, to deklaruje, że jego teksty mają jedynie wzbudzać refleksję, nie sugerując odpowiedzi. Wiąże się to również z podkreślaniem przez Budzyńskiego opinii, że jego twórczość nie ma trafiać do umysłów, lecz dusz. Twierdzi on, że choć działalność Armii, podobnie jak innych zespołów grających w czasach PRL na festiwalu w Jarocinie, przyczyniła się do upadku komunizm, to stało się to dzięki sile duchowej przekazu, gdyż Armia na koncertach nie wzywała otwarcie do buntu.
Na początku lat 90. muzycy na koncertach zwykli prowokować przychodzących na koncerty antysemickich skinheadów, choć zdarzało im się również reagować na przemoc ze strony bliższych im ideologicznie punków. Kontynuacją tego było włączenie się w drugiej połowie lat 90. do akcji Muzyka Przeciwko Rasizmowi Stowarzyszenia „Nigdy Więcej”. W 1997 roku na składance „Muzyka Przeciwko Rasizmowi vol. 1” inaugurującej tę kampanię społeczną znalazł się utwór Armii pt. „Inaczej niż zwykle”.
Przekaz Armii zgodnie z deklaracjami Budzyńskiego nie jest wsparciem dla żadnej partii politycznej, choć na okładkach płyt pojawiały się pozdrowienia np. dla Ligi Republikańskiej. Utwór Jeszcze raz, jeszcze dziś został wykorzystany do promocji jednego z Marszów Niepodległości, od czego sam zespół się wyraźnie odciął.

### Wizerunek sceniczny
Dla Armii tworzonej przez osoby o wyraźnej koncepcji artystycznej charakterystyczne jest wiązanie brzmienia muzycznego, przekazu tekstowego i wizerunku scenicznego. Brylewski od początku unikał uniformizacji charakterystycznej dla ówczesnej sceny punkowej, wyrażanej m.in. przez czarny ubiór. Początkowo Brylewski i Alik Dziki nosili dredy typowe dla muzyków reggae, a nie punka. Brylewski na jednym z koncertów wystąpił owinięty papierem toaletowym. W okolicach wydania Legendy Budzyński występował ubrany całkowicie na biało, ewentualnie z wyjątkiem błazeńskiej czapki. Budzyński zaznacza, że dominujący w tym był wymiar estetyczny, a niektóre interpretacje, np. porównania do symbolu Stańczyka, nie były jego intencją. Zespół brał udział w wydarzeniach teatralnych, jak Witkacy – widowisko na FAM-ie, a później w całości opartych na muzyce zespołu spektaklach związanych z Legendą i Triodante.
Czapka błazna, którą nosił Budzyński, trafiła do Muzeum Polskiej Piosenki w Opolu.
Same koncerty Armii nierzadko mają charakter spektaklu. W okresie New Age’owym przybierały charakter misterium ocierającego się o rytuał białej magii, co częściowo zmieniło się, gdy Budzyński zaczął doznawać objawień chrystologicznych. Również koncerty promujące Der Prozess miały elementy przedstawienia.
Istotnym elementem występów Armii jest scenografia. Ponieważ Budzyński jest malarzem, zwykle to on jest jej autorem. W pierwszych latach na ścianie za zespołem zawieszano płachtę z twarzą Indianina, którą po zaginięciu zastąpiła płachta z gotyckim witrażem-rozetą. Na koncertach promujących Der Prozess z kolei pojawiały się filmowe wizualizacje.

## Muzycy

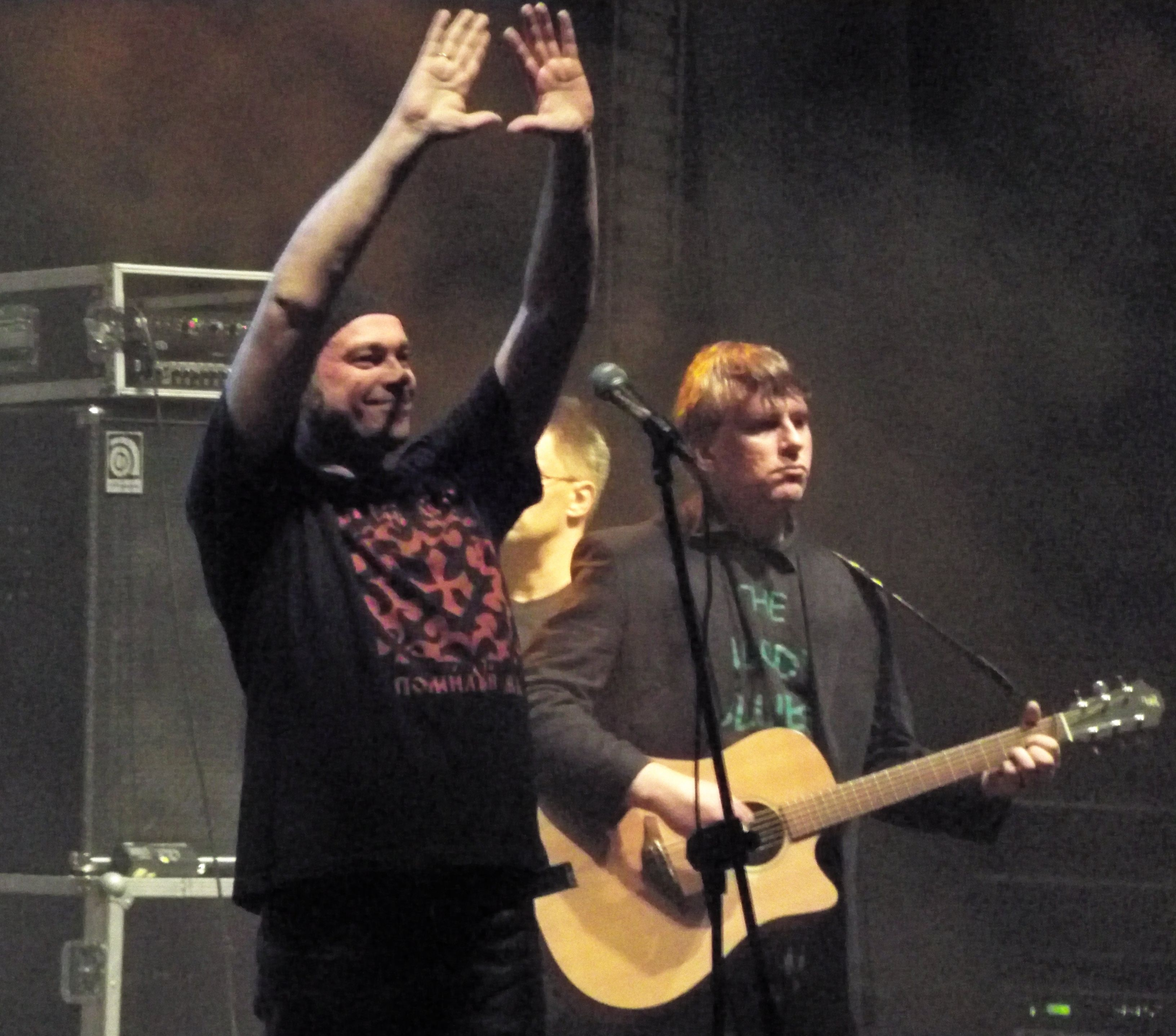
Tomasz Budzyński wykonujący znak Trójcy. Na drugim planie Gerard Nowak. W głębi Paweł Piotrowski. 2012.

### Obecny skład zespołu
- Tomasz Budzyński (Tom Bombadil, Budzy) – śpiew, sporadycznie gitara akustyczna (od 1984)
- Stanisław Budzyński (gitara)
- Jakub Bartoszewski – waltornia, instrumenty klawiszowe (od 2002)
- Dariusz Budkiewicz – gitara basowa (od 2014)
- Amadeusz Kaźmierczak (Amade) – perkusja (od 2014)

### Byli członkowie
- Sławomir Gołaszewski (Merlin) – klarnet (1984–1987)
- Tomasz Żmijewski (Żwirek) – gitara basowa (1984–1988)
- Aleksander Dziki (Alik) – gitara basowa (1985–1989)
- Krzysztof Banasik (Banan) – waltornia (1987–2009, z przerwami, sporadycznie występował również później)
- Dariusz Malejonek (Maleo) – gitara basowa (1990–1993)
- Krzysztof Kmiecik (Dr Kmieta) – gitara basowa (1998–2011)
- Janusz Rołt (Grzmot) – perkusja (1984–1986)
- Piotr Żyżelewicz (Stopa) – perkusja (1985, 1989–1998, 2011)
- Beata Polak – perkusja (1998–2002)
- Tomasz Kożuchowski (Gogo, Szulc) – perkusja (1986–1989)
- Maciej Głuchowski (Ślepy) – perkusja (2003–2006)
- Tomasz Krzyżaniak (Krzyżyk) – perkusja (2006–2011)
- Robert Brylewski (Afa, Bryl, Robin Goldrocker) – gitara (1984–1993, 2009)
- Michał Grymuza – gitara (1994–1995)
- Darek Popowicz (Popkorn) – gitara (1995–2005)
- Paweł Klimczak – gitara (1999–2010)
- Daniel Karpiński (Karpiu) – perkusja (2011–2012)
- Paweł Piotrowski (Pablo) – gitara basowa (1993–1998, 2011–2014)
- Rafał Giec (Frantz) – gitara (2006–2018).

### Współpracownicy
Skład zespołu jest dość zmienny. Często, zwłaszcza na koncertach specjalnych, np. jubileuszowych, występują byli członkowie. Na potrzeby nagrania poszczególnych płyt lub na koncerty zapraszani są też artyści gościnni.
Do współpracowników należeli w różnym okresie:
- Przemek Pacan (perkusja)
- Wojcek Czern (syntezator Mooga, przy okazji płyty Pocałunek mongolskiego księcia)
- Robert Drężek (gitara)
- Robert Friedrich
- Łukasz Kluczniak (saksofon, przy okazji płyty Freak)
- Wojciech Konikiewicz (instrumenty klawiszowe, przy okazji płyty Armia)
- Angelika Korszyńska-Górny (wokal, pianino, przy okazji płyty Duch)
- Anna Landowska (flet, przy okazji płyty Legenda)
- Karol Nowacki (instrumenty klawiszowe, akordeon, przy okazji płyt Freak i Podróż na Wschód)
- Gerard Nowak (wokal, przy okazji płyt Pocałunek mongolskiego księcia, Freak, Podróż na Wschód)
- Marcin Pospieszalski (skrzypce, kontrabas, przy okazji płyty Duch)
- Marek Pospieszalski (saksofon, przy okazji płyty Freak)
- Piotr Subotkiewicz (flet, przy okazji płyty Armia)
- Magda Szwarc (wiolonczela, przy okazji płyty Triodante)
- Remigiusz Szeller (didgeridoo, przy okazji płyty Triodante)
- Alina Wawrzynek (skrzypce, przy okazji płyty Soul Side Story)
- Tomasz Żmijewski (gitara basowa, przy okazji płyty Armia)
- Jan Żyżelewicz (gitara, przy okazji płyty Legenda)

## Dyskografia
Ze względu na długą historię zespołu, wszystkie albumy wydane w XX w. doczekały się reedycji, niektóre kilkukrotnie. Reedycje nieraz różnią się między sobą wersjami miksu, zestawem utworów bonusowych czy szczegółami graficznymi okładki. Również dwie płyty wydane w 2009 r. (Der Prozess i Freak) wydano ponownie jako zestaw dwupłytowy. Albumy wydane w latach 80. i na początku lat 90. XX w. wydano na płytach gramofonowych, następne na płytach kompaktowych, choć niektóre reedycje wydano w limitowanej, kolekcjonerskiej wersji winylowej. Albumy wydane w XX w. miały również wersje na kasetach magnetofonowych, czasem o mniejszej liczbie utworów. W trzecim obiegu funkcjonowały również wydania nieoficjalne, zarówno koncertowe bootlegi, jak i wydania pirackie.

### Albumy
| 1988                           | Armia - Data: 13 czerwca 1988 - Wydawca: Pronit                                    | –  | Reedycje: - 1999, wyd. Ars Mundi, pod tytułem Antiarmia, zawiera utwory bonusowe, m.in. wydane poprzednio na składance Jak punk to punk - 2005, 2009, wyd. Metal Mind, pod tytułem Antiarmia, zawierają nieco inny zestaw utworów bonusowych niż reedycja Ars Mundi                                                                             |
| 1991                           | Legenda - Data: 6 maja 1991 - Wydawca: Wifon                                       | –  | Reedycje: - 1991, wyd. Izabelin Studio, zawiera utwory bonusowe - 1997, wyd. Ars Mundi, zawiera nieco inny zestaw utworów bonusowych niż reedycja Izabelin Studia - 2004, wyd. Metal Mind, zawiera te same utwory bonusowe, co reedycja Ars Mundi - 2007, wyd. W Moich Oczach (Manufaktura Legenda), edycja numerowana                          |
| 1993                           | Czas i byt - Data: 13 września 1993 - Wydawca: SPV Poland                          | 43 | Nowo nagrane utwory: w większości poprzednio wydane na płycie Armia oraz bonusowe z Legendy. Również wersja na dwóch kasetach magnetofonowych. Reedycje: - 2004, wyd. Metal Mind, zawiera bonusowe utwory, m.in. z reedycji płyty Armia |
| 1994                           | Triodante - Data: 15 listopada 1994 - Wydawca: S.P. Records                        | –  | Reedycje: - 1999, wyd. Ars Mundi, zawiera utwory bonusowe - 2004, wyd. Metal Mind, zawiera teledyski, zmieniona kolorystyka okładki - 2009, wyd. W Moich Oczach (Manufaktura Legenda), edycja numerowana, zawiera mniej utworów niż wersja pierwotna ze względu na pojemność płyty LP Wydanie spektaklu DVD: 29 listopada 2004, wyd. Metal Mind |
| 1997                           | Duch - Data: 1997 - Wydawca: Ars Mundi                                             | –  | Reedycje: - 2005, wyd. Metal Mind, zawiera teledyski |
| 1999                           | Droga - Data: 1999 - Wydawca: Ars Mundi, Metal Mind                                | –  | Reedycje: - 2005, wyd. Metal Mind, zawiera utwory bonusowe, zmieniona kolorystyka okładki |
| 2003                           | Pocałunek mongolskiego księcia - Data: 27 października 2003 - Wydawca: Pomaton EMI | 21 | Wydawnictwo dwupłytowe, druga płyta zawiera nagranie koncertowe |
| 2005                           | Ultima Thule - Data: 31 stycznia 2005 - Wydawca: Metal Mind                        | 5  | Wersja digipak zawiera utwory bonusowe |
| 2009                           | Der Prozess - Data: 28 stycznia 2009, 2 lutego 2009 - Wydawca: Isound Labels       | 15 | W 2012 r. ponownie wydana w dwupłytowym zestawie Der Prozess/Freak |
| 2009                           | Freak - Data: 27 listopada 2009, 30 listopada 2009 - Wydawca: Isound Labels        | –  | W 2012 r. ponownie wydana w dwupłytowym zestawie Der Prozess/Freak |
| 2012                           | Podróż na Wschód - Data: 27 listopada 2012 - Wydawca: Isound Labels                | –  | Ścieżka dźwiękowa filmu, zawiera nowo nagrane wersje utworów wydanych na innych płytach, również nagrania zespołu The Soundrops |
| 2015                           | Toń - Data: 16 października 2015 - Wydawca: Metal Mind                             | 17 | |
| 2025                           | Wojna i pokój - Data: 17 stycznia 2025 - Wydawca: Stage Diving Club                | 6  | |
| „–” pozycja nie była notowana. |                                                                                    |    | |

### Albumy internetowe
| Rok  | Tytuł                                          |
| ---- | ---------------------------------------------- |
| 2008 | Piosenki powstańcze - Data: 2008 - Wyd. własne |

### Wydawnictwa koncertowe
| 1992                           | Exodus - Data: 1992 - Wydawca: Izabelin Studio                                                       | –  | Reedycje: - 2004, wyd. Metal Mind, zawiera nieco inny zestaw utworów niż pierwotne wersje (płytowa i kasetowe), zupełnie zmieniona okładka |
| 2000                           | Soul Side Story - Data: 13 grudnia 2000 - Wydawca: Ars Mundi, Metal Mind                             | –  | Wydawnictwo dwupłytowe Reedycje: - 2005, wyd. Metal Mind                                                                                   |
| 2003                           | Pocałunek mongolskiego księcia - Data: 27 października 2003 - Wydawca: Pomaton EMI                   | 21 | Wydawnictwo dwupłytowe, pierwsza płyta – studyjna, druga zawiera nagranie koncertowe z koncertu w klubie Stodoła (20.01.2003)              |
| 2006                           | Koncert na XX-lecie (DVD) - Data: 16 stycznia 2006 - Wydawca: Metal Mind                             | –  | |
| 2007                           | Przystanek Woodstock 2004 (DVD) - Data: 11 czerwca 2007 - Wydawca: Złoty Melon                       | 50 | |
| 2010                           | Armia 25-lecie zespołu. XVI Przystanek Woodstock 2010 - Data: 10 grudnia 2010 - Wydawca: Złoty Melon | –  | |
| 2013                           | Koncerty w Trójce vol. 02 – Armia - Data: 8 kwietnia 2013 - Wydawca: Polskie Radio                   | –  | |
| 2016                           | Tam, gdzie kończy się kraj - Data: 22 kwietnia 2016 - Wydawca: Metal Mind                            | –  | Wydawnictwo dwupłytowe, CD i DVD |
| 2023                           | Antologia - Data: 2 czerwca 2023 - Wydawca: Metal Mind                                               |    | Wydawnictwo dwupłytowe |
| „–” pozycja nie była notowana. | |    | |

### Single
| Rok  | Tytuł                                                                           |
| ---- | ------------------------------------------------------------------------------- |
| 1987 | Aguirre - Data: 1987 - Wydawca: Tonpress                                        |
| 1997 | Duch/On jest tu, on żyje (singel promocyjny) - Data: 1997 - Wydawca: Ars Mundi  |
| 2003 | Ukryta Miłość/Nostalgia (singel promocyjny) - Data: 2003 - Wydawca: Pomaton EMI |
| 2004 | Zjawy i ludzie (singel promocyjny) - Data: 2004 - Wydawca: Pomaton EMI          |

### Notowane utwory
| 1986                           | Jeżeli                    | –  | 13 | – |
| 1987                           | Aguirre                   | –  | 27 | – |
| 1988                           | Saluto                    | –  | 19 | – |
| 1991                           | Opowieść zimowa           | –  | 33 | – |
| 1997                           | On jest tu, On żyje       | 37 | –  | – |
| 2003                           | Ukryta miłość             | 33 | –  | – |
| 2009                           | Underground               | –  | 18 | – |
| 2009                           | Green                     | –  | 38 | – |
| 2010                           | Jeszcze raz, jeszcze dziś | –  | 7  | – |
| 2016                           | Ostatnia chwila           | –  | –  | 9 |
| „–” pozycja nie była notowana. |                           |    |    |   |

### Kompilacje różnych wykonawców
Opracowano na podstawie materiału źródłowego, jeśli nie podano inaczej.
| Rok      | Tytuł | Utwory                                                                                       |
| -------- | --- | -------------------------------------------------------------------------------------------- |
| 1985 (?) | FAMA – Świnoujście '85 - Data: 1985 (?) - Wydawca: ABKiSz Alma-Art                                                | - Życie bez wojen - Jestem drzewo, jestem ptak - Na ulice (festiwalowe wydanie półoficjalne) |
| 1986     | Jak punk to punk - Data: 1986 - Wydawca: Tonpress                                                                 | - Na ulice - Jestem drzewo, jestem ptak - Jeżeli... (wydanie premierowe)                     |
| 1992     | 22 Polish Punk Classics - Data: 1992 - Wydawca: Sonic Records                                                     | - Na ulice - Jestem drzewo, jestem ptak - Jeżeli... - Aguirre - Trzy znaki - Saluto          |
| 1992     | SPV Poland Vol. 1 - Data: 1992 - Wydawca: SPV Poland                                                              | - Archanioły i ludzie - 3 znaki                                                              |
| 1995     | Zacznij wreszcie słuchać - Data: 1995 - Wydawca: Ministerstwo Ochrony Środowiska, Zasobów Naturalnych i Leśnictwa | - Aguirre                                                                                    |
| 1998     | Muzyka Przeciwko Rasizmowi - Data: 1998 - Wydawca: QQRyQ Productions                                              | - Inaczej niż zwykle                                                                         |
| 1998     | RUaH 2 - Data: 1998 - Wydawca: Wydawnictwo M                                                                      | - On jest tu                                                                                 |
| 1999     | Live in Toruń - Data: 1999 - Wydawca: SOS Music                                                                   | - On jest tu                                                                                 |
| 1999     | Pociąg zbawienia - Data: 1999 - Wydawca: Wydawnictwo M                                                            | - Nino łeno                                                                                  |
| 2000     | Emmanuel - Data: 2000 - Wydawca: Paganini                                                                         | - Pieśń przygodna                                                                            |
| 2003     | 3 kolory, reggae i okolice - Data: 2003 - Wydawca: Paganini                                                       | - Exodus                                                                                     |
| 2004     | Castle Party 2004 - Data: 2004 - Wydawca: Metal Mind Productions                                                  | - Zjawy i ludzie                                                                             |
| 2004     | Jak punk to punk część 2 - Data: 2004 - Wydawca: Tonpress                                                         | - Na ulice                                                                                   |
| 2005     | Kultowa dekada vol. 4 – alternatywnie - Data: 2005 - Wydawca: Polskie Radio                                       | - Jeżeli                                                                                     |
| 2005     | Hard as a Rock - Data: 2005 - Wydawca: Teraz Rock                                                                 | - Poza prawem                                                                                |
| 2006     | Kultowa dekada vol. 5 – alternatywnie, ciąg dalszy - Data: 2006 - Wydawca: Polskie Radio                          | - Na ulice                                                                                   |
| 2009     | Metal Hammer 1/2010 - Data: 16 grudnia 2009 - Wydawca: Metal Hammer                                               | - Green                                                                                      |
| 2009     | Gajcy! - Data: 17 lipca 2009 - Wydawca: Muzeum Powstania Warszawskiego                                            | - Wczorajszemu (wydanie premierowe)                                                          |
| 2010     | Poland 4 Ramones. Tribute to Ramones - Data: 28 października 2010 - Wydawca: Zima Records                         | - She Is A Punkrocker                                                                        |
| 2011     | Polskie single '86 - Data: 24 czerwca 2011 - Wydawca: MTJ                                                         | - Aguirre                                                                                    |
| 2013     | Wspomnij Ziutka - Data: 8 marca 2013 - Wydawca: Fundacja Sztafeta                                                 | - Pałacyk Michla (dotychczas publikowane jedynie w Internecie)                               |

### Teledyski
Na jednej z reedycji Triodante w roli teledysków znalazły się fragmenty spektaklu Triodante. Podobnie traktowane są fragmenty filmu Podróż na Wschód.
| Rok  | Tytuł                     | Reżyseria      | Album                          |
| ---- | ------------------------- | -------------- | ------------------------------ |
| 1991 | Trzy bajki                | Aga Ziobrowska | Legenda                        |
| 1997 | Bracia Bum                | –              | Duch                           |
| 2003 | Zjawy i ludzie            | Szymon Felkel  | Pocałunek mongolskiego księcia |
| 2003 | Ukryta miłość             | Szymon Felkel  | Pocałunek mongolskiego księcia |
| 2005 | Poza prawem               | –              | Ultima Thule                   |
| 2010 | Jeszcze raz, jeszcze dziś | –              | –                              |